# Tampico, Illinois
Tampico là một làng thuộc quận Whiteside, tiểu bang Illinois, Hoa Kỳ. Năm 2010, dân số của làng này là 790 người.

## Dân số
Dân số qua các năm:
- Năm 2000: 772 người.
- Năm 2010: 790 người.